# Sabine Vanammel
Sabine Vanammel is een personage in de VTM-televisieserie Familie, gespeeld door Nicoline Dossche.

## Overzicht
De wulpse Sabine Vanammel wordt in het ziekenhuis opgenomen met mysterieuze aandoening. Dokter Paul Jacobs ontfermt zich over haar. Na verloop van tijd krijgt Mieke Van den Bossche het gevoel dat er een steeds innigere band ontstaat tussen de dokter en zijn patiënte. Ze besluit Sabine in te lichten over het feit dat Paul een verleden als seksverslaafde heeft.
Sabine laat de verpleegsters weten dat Paul al meermaals toenadering tot haar heeft gezocht. Wanneer Paul dit te weten komt reageert hij furieus en wil hij niets meer met haar te maken hebben. Mieke vindt het hele verhaal niet kunnen en besluit diensthoofd Victor Praet in te lichten. Tegelijkertijd dient Sabine klacht in voor ongewenste seksuele intimiteiten. Victor kan zijn oren niet geloven en zet Paul op non-actief. Hij vraagt de arts alles op te biechten en ontslag te nemen, maar hij houdt zijn onschuld staande.
Een tijdje later staat Paul voor Mieke's deur. Hij zit in zak en as en schreeuwt zijn onschuld uit. Als niet veel later Sabine genezen wordt verklaard en het ziekenhuis verlaat, vindt Mieke een dagboek terug. Daaruit blijkt dat Sabine aan erotomanie lijdt en het hele verhaal verzonnen heeft. Wanneer de vrouw hiermee wordt geconfronteerd, slaan haar stoppen door en wordt ze opgenomen in de psychiatrie.